# 浄光寺 (長野県小布施町)
浄光寺（じょうこうじ）は長野県上高井郡小布施町にある真言宗豊山派の寺院。別名妻恋薬師。境内には小林一茶の句碑がある。

## 建築

### 薬師堂
室町時代初期の応永15年（1408年）建立で重要文化財に指定されている。昭和21年から22年に根本大修理が行われた。2007年に茅葺屋根の葺き替え工事を行い2008年に建立満600年を迎えた。

### 本堂
明治12年に焼失したが、昭和51年に近隣の旧都住小学校校舎の解体古材を活用して再建された。

## 御霊泉
寺の庫裏の庭先に雁田山山麓湧水群の一つである「御霊泉」がある。信州の水50選。

## アクセス
- 長野電鉄の小布施駅から自動車で5分